# Spongia ditelliformis
Spongia ditelliformis är en svampdjursart som beskrevs av Hyatt 1877. Spongia ditelliformis ingår i släktet Spongia och familjen Spongiidae. Inga underarter finns listade i Catalogue of Life.